# Пелевин, Иван Андреевич
Иван Андреевич Пелевин (4 марта 1840, Санкт-Петербург — 18 июля 1917, Петроград) — русский художник и мозаист, академик Императорской Академии художеств.
Пелевин являлся одним из самых плодовитых жанровых живописцев второй половины ХІХ столетия в русской реалистической живописи, работал преимущественно в области жанровой живописи, реже обращался к историческим темам. Создал свыше ста произведений.

## Биография
Родился 4 марта 1840 года в Санкт-Петербурге (согласно ЭСБЕ, в 1841 году). С 1856 года учился в Императорской Академии художеств. В 1861 году получил малую серебряную медаль за этюд с натуры.
В 1862 году окончил Академию с присвоением звания неклассного художника. В 1864 году Пелевин получил звание классного художника третьей степени за картины «Воскресный досуг» и «Молодая мать». С 1868 по 1874 годы обучался в мозаическом отделении Академии.
В 1869 году Пелевин был удостоен звания академика жанровой живописи за картины «Деревенская швея», «Детский завтрак», «Деревенский пестун», «Два врага» и «Этюд девушки». С 1870 года младший художник-мозаичист.
В 1874 году Пелевин переехал в Вильну, где написал две картины на исторической живопись: «Иоанн Грозный в келье Николы Юродивого, во Пскове» и «Боярин Троекуров читает царевне Софье указ о заточении её в монастырь», но вскоре вернулся к изображению сцен деревенского быта. До 1884 года служил при Виленском, Ковенском и Гродненском генерал-губернаторе.
Начиная с 1860-х годов Иван Пелевин постоянно принимал участие в выставках Академии художеств, экспонировал свои произведения на Всемирных выставках в Лондоне (1862) и Париже (1878), на Всероссийской выставке в Москве (1882). В 1872 году участвовал в выставке Передвижников.
В 1884 году снова поступил на мозаичное отделение. C 1889 года старший художник-мозаичист.
Умер 18 июля 1917 года в Санкт-Петербурге .

## Творчество
Писал жанровые работы, преимущественно изображающие деревенский быт, а также создал ряд исторических картин.
Картины художника представлены в Русском музее, Третьяковской галерее, Курской картинной галерее, Пермской художественной галерее, Омском, Нижнетагильском и Тюменском музеях изобразительных искусств и других художественных музейных собраниях, галереях и частных коллекциях.
Известен Пелевин также как мозаичист, в частности, он исполнил работы в Исаакиевском соборе (фигура Иуды в образе «Тайная вечеря», 1869—1870).

## Галерея

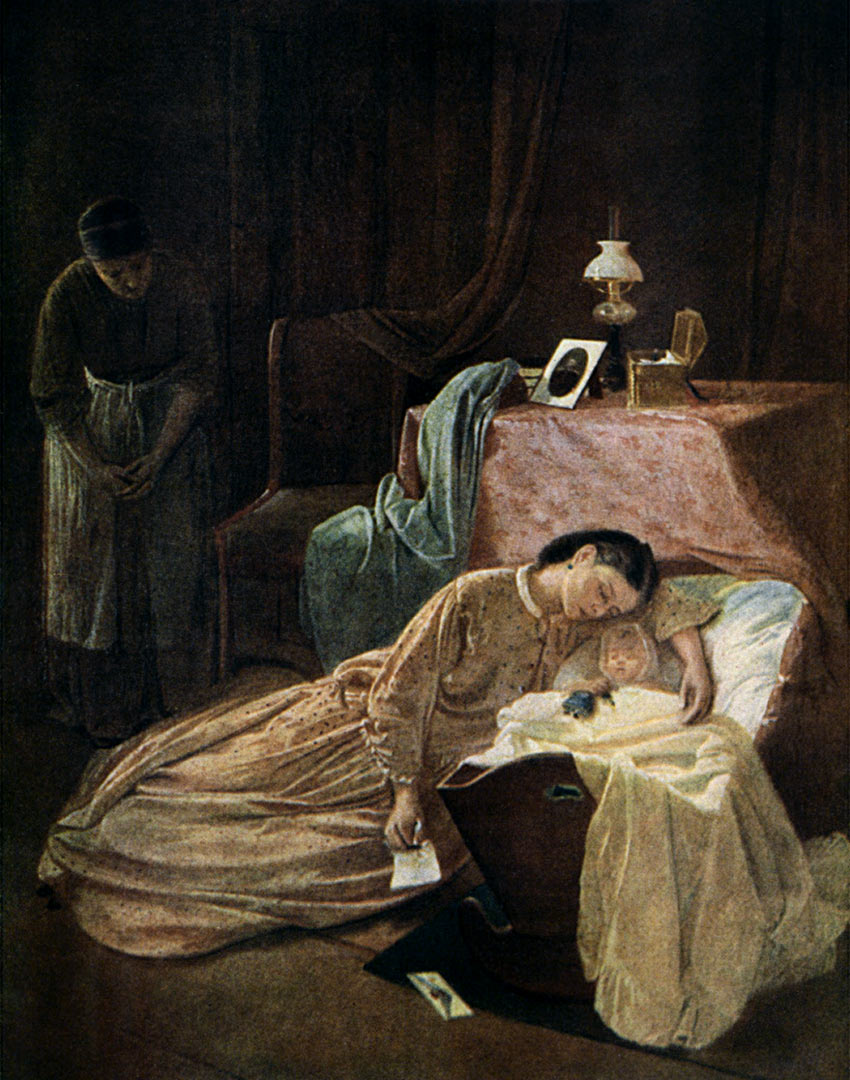
Вдова. 1866
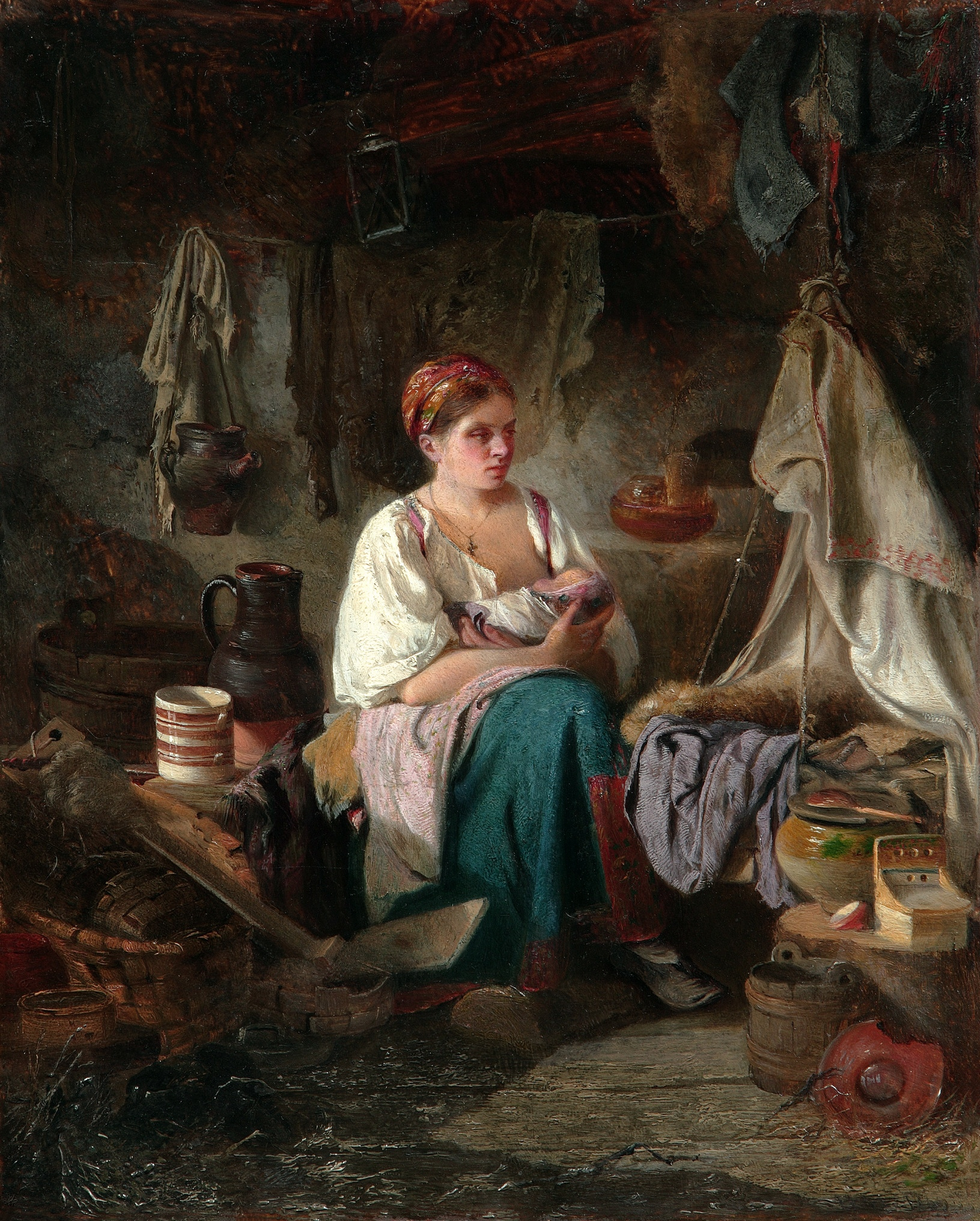
Молодая мать. 1869
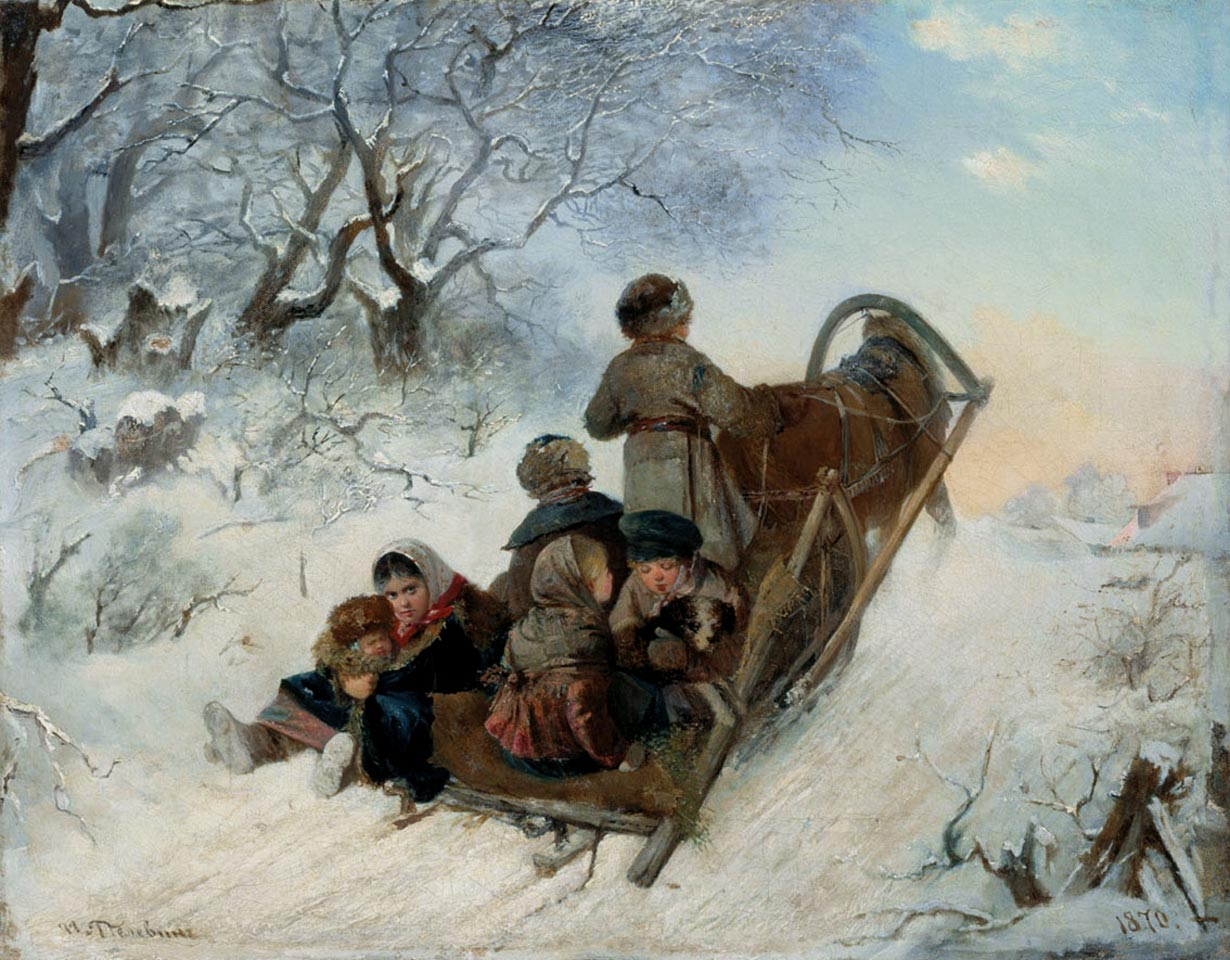
Дети в санях. 1870
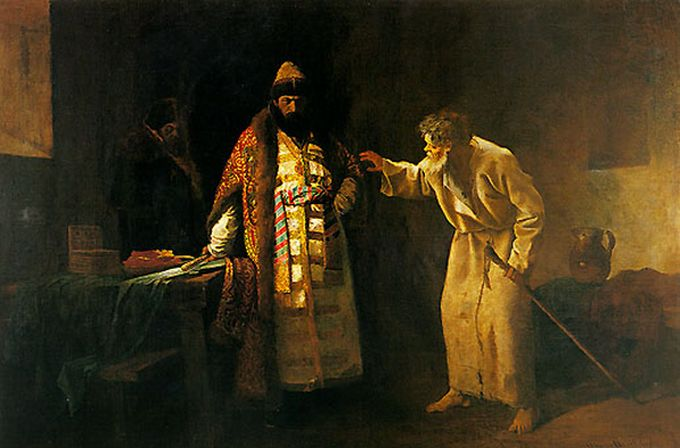
Иоанн Грозный в келье Николы Юродивого. 1877
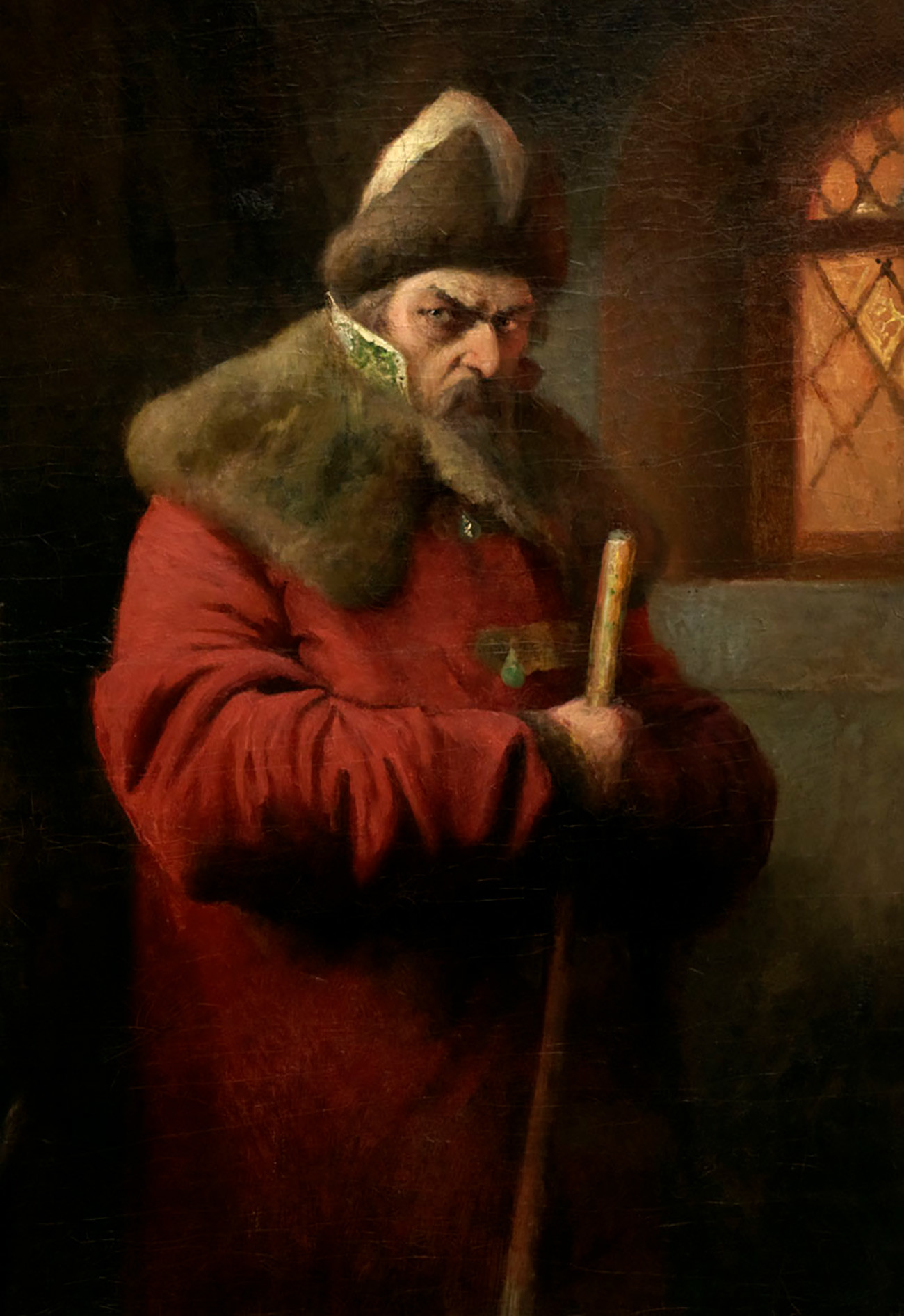
Иоанн Васильевич Грозный. 1878
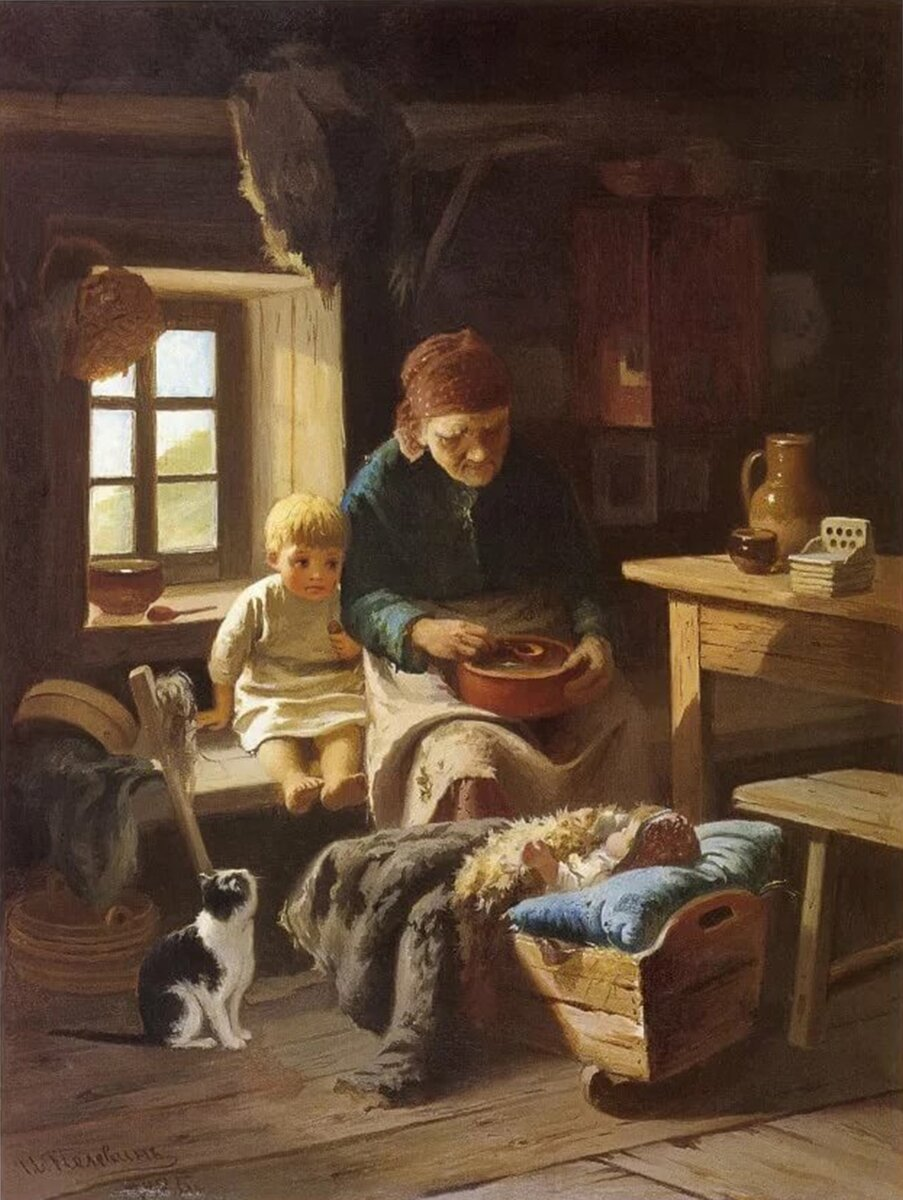
В Избе. 1885
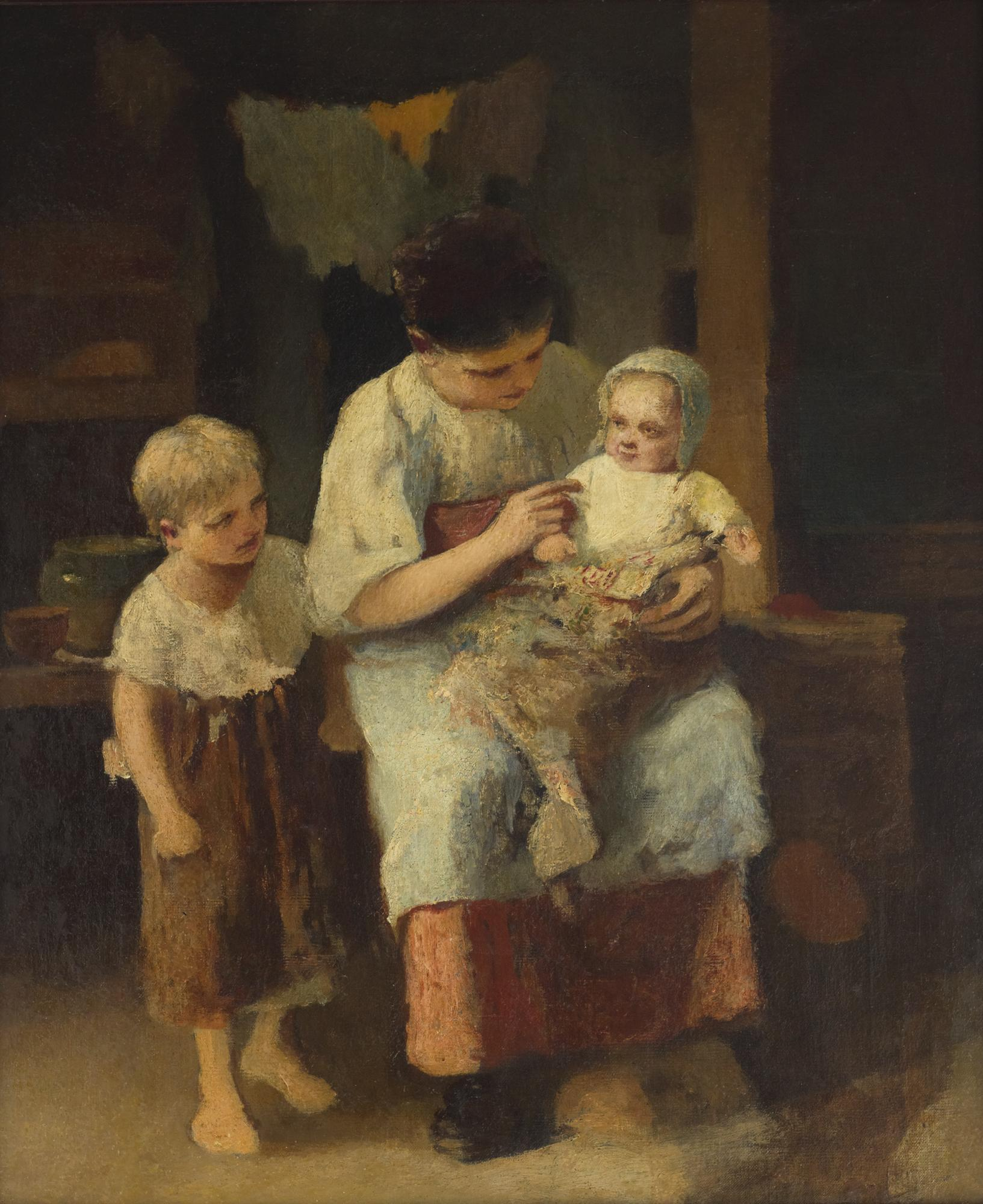
Нянька. 1886
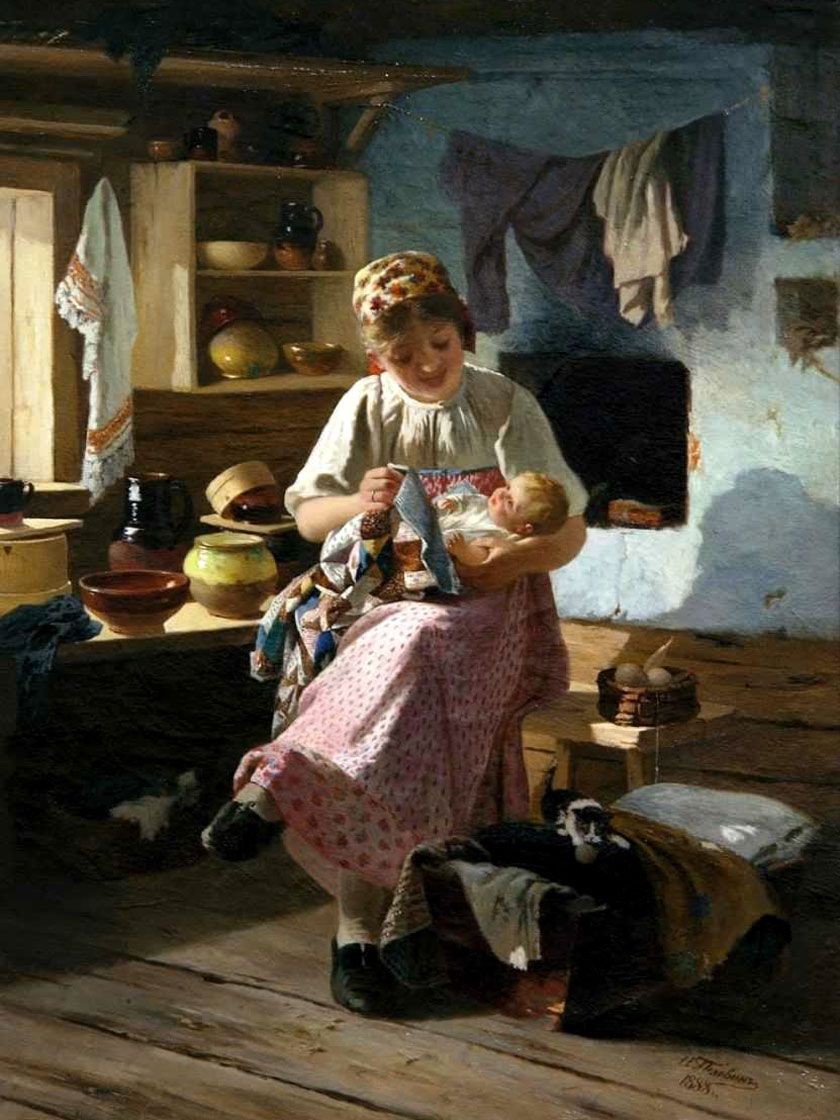
Первенец. 1888
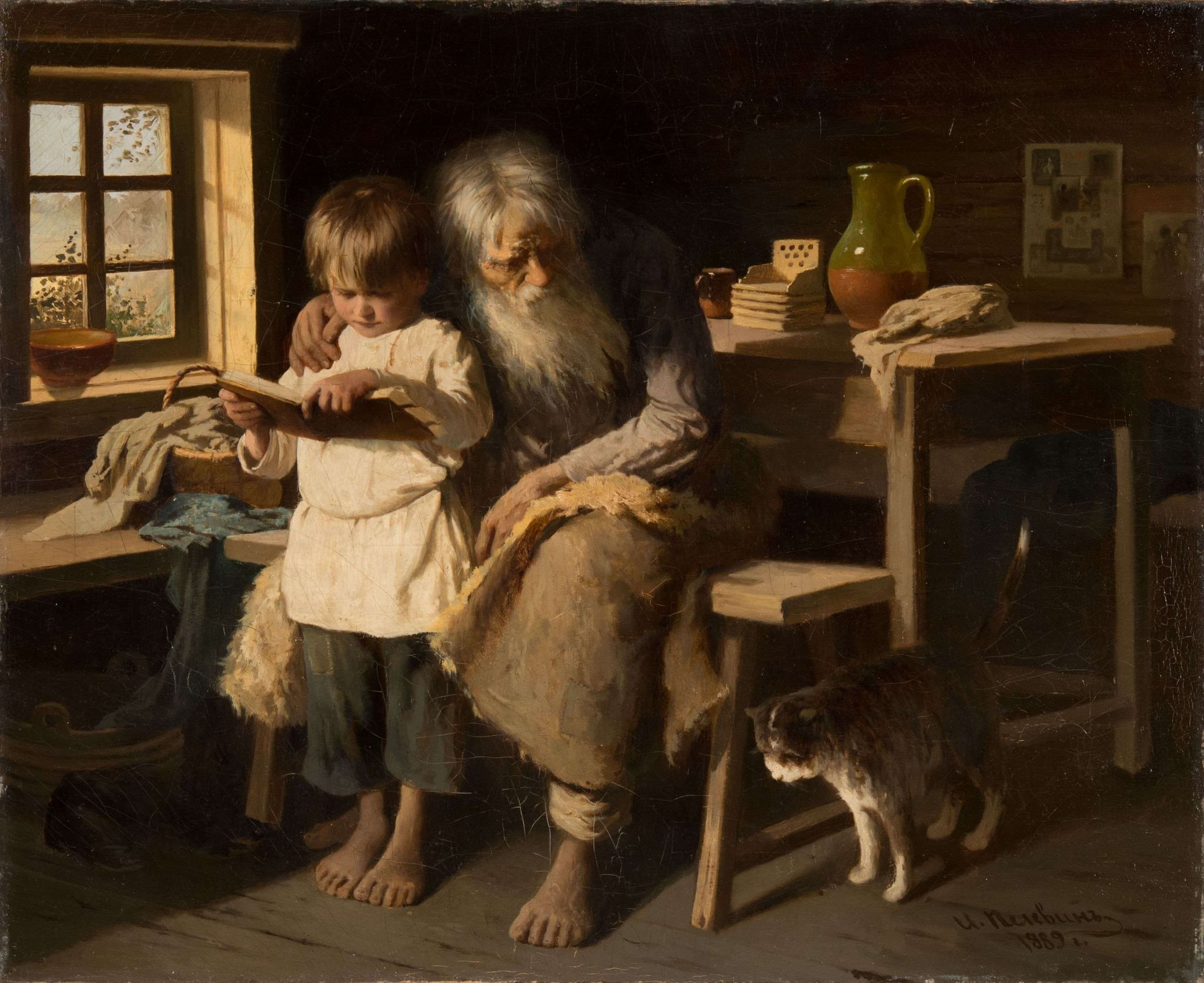
Дедушка глуховат. 1889
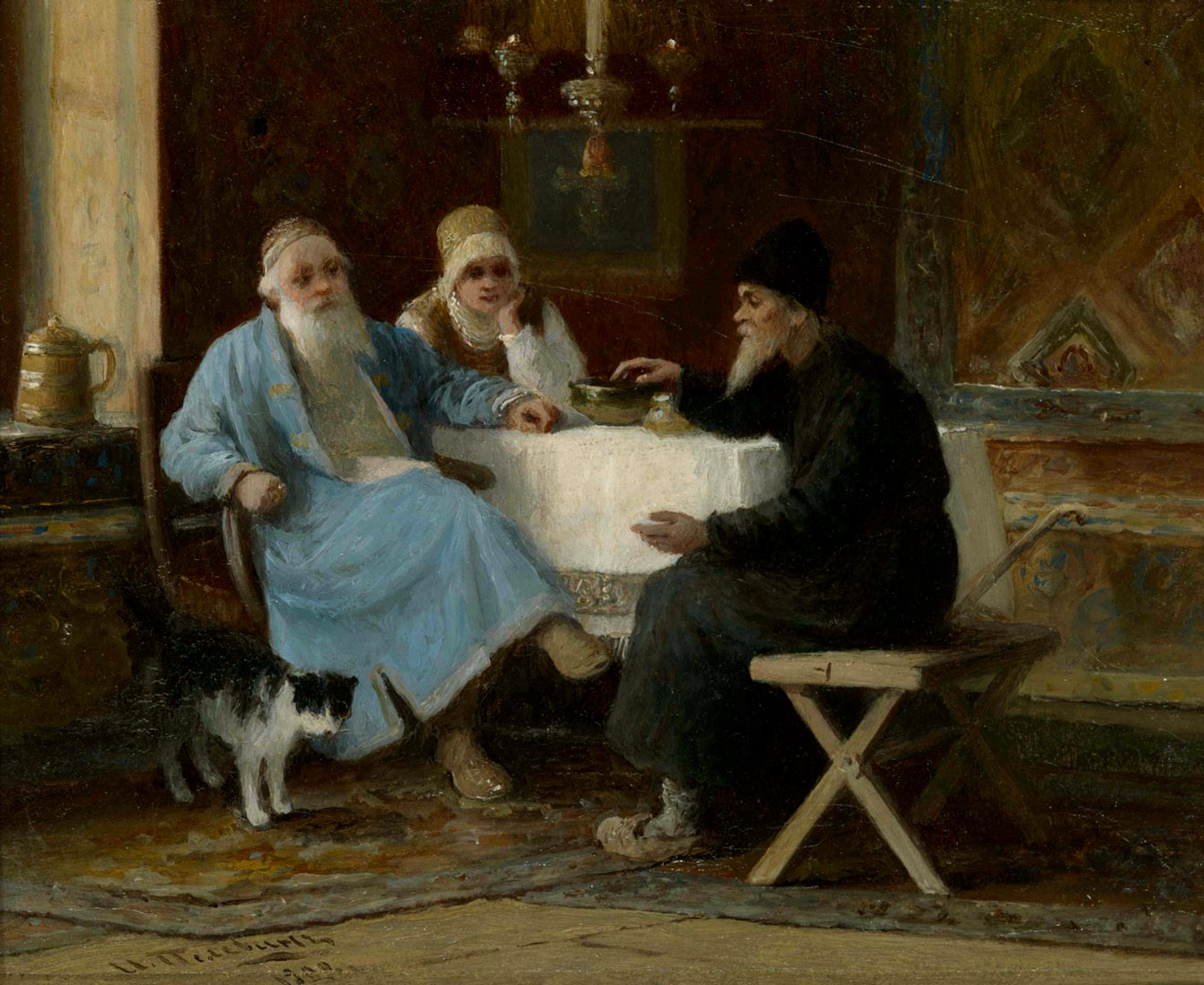
Беседа. 1890
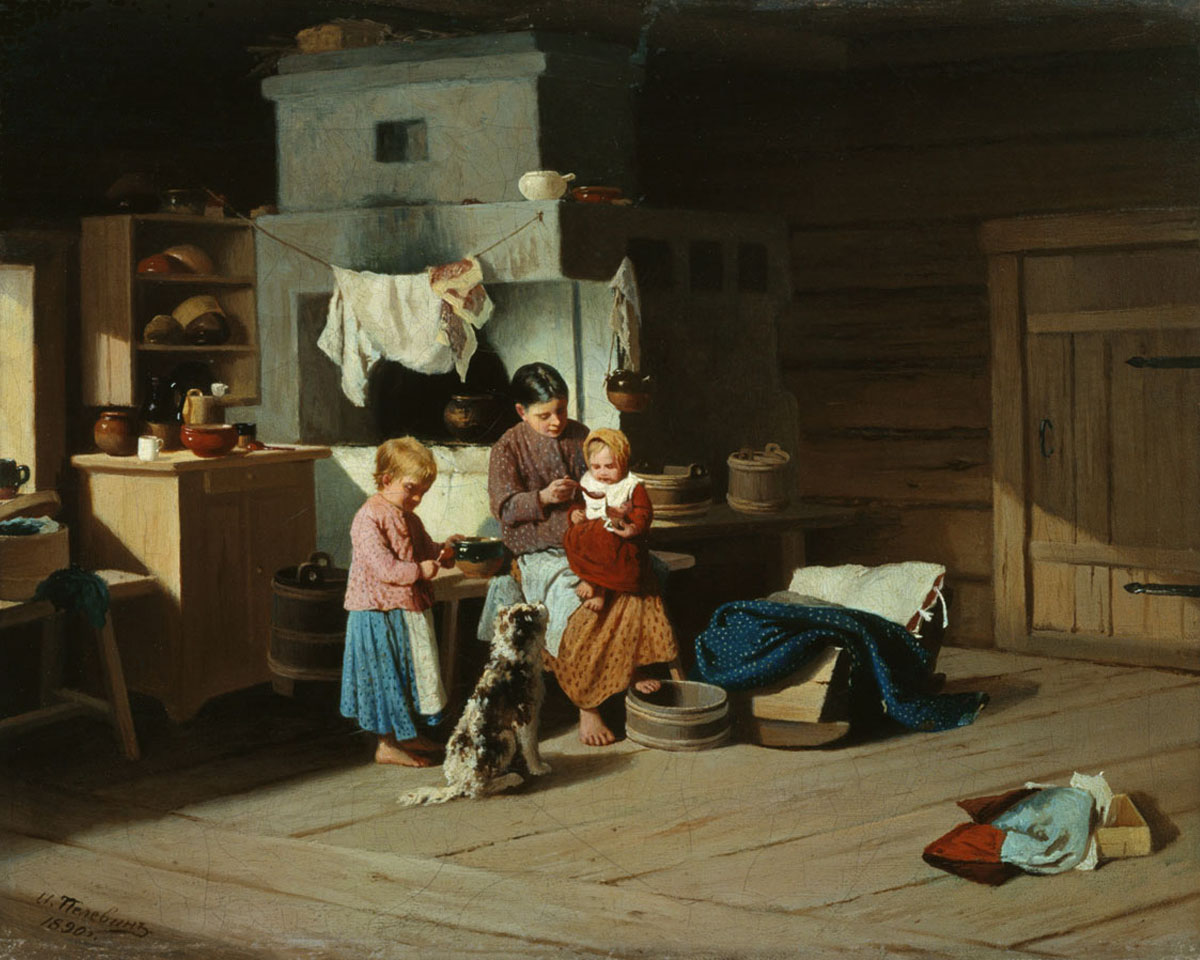
Кормление ребёнка. 1890
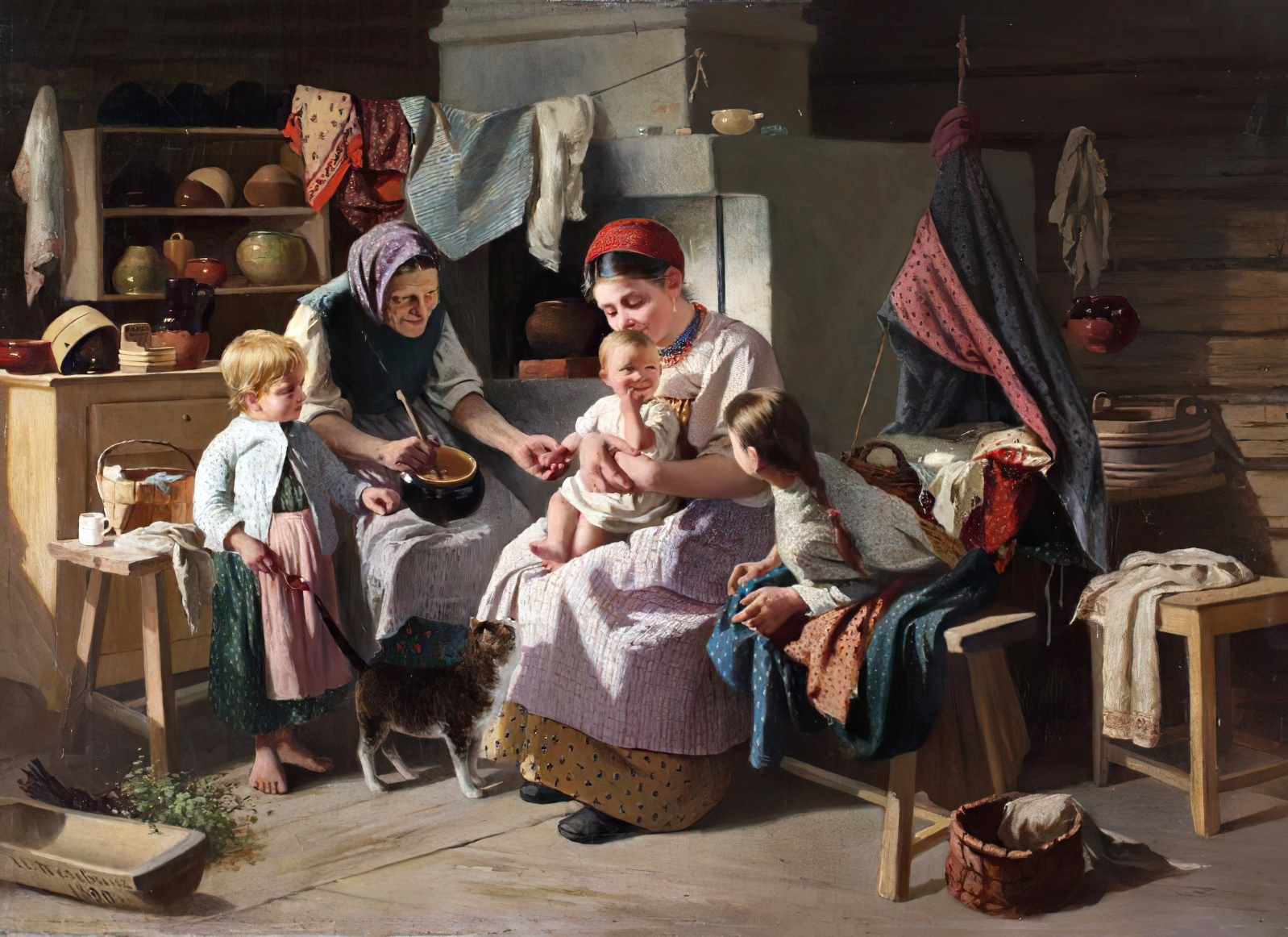
Ненаглядный. 1890
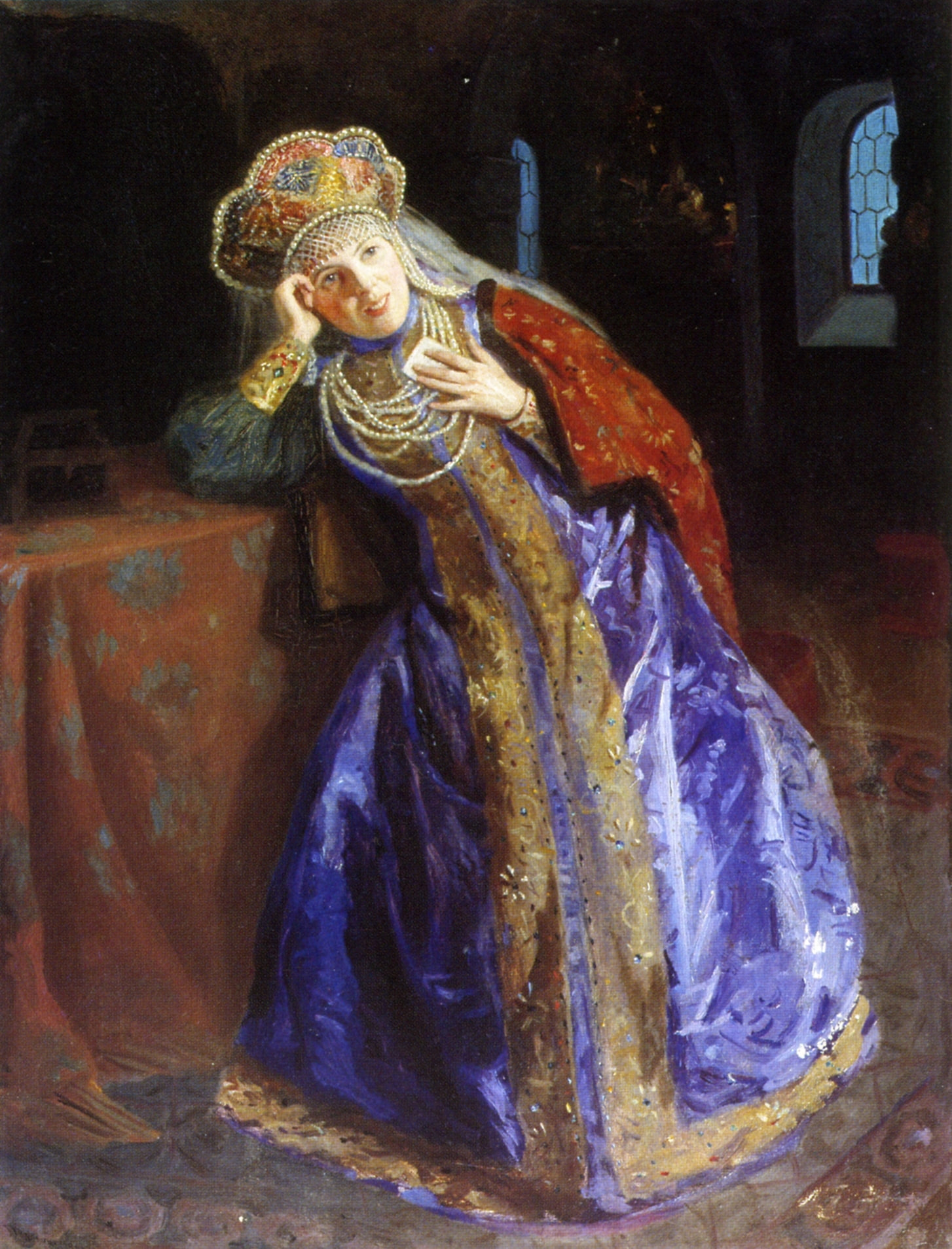
Боярышня. 1892
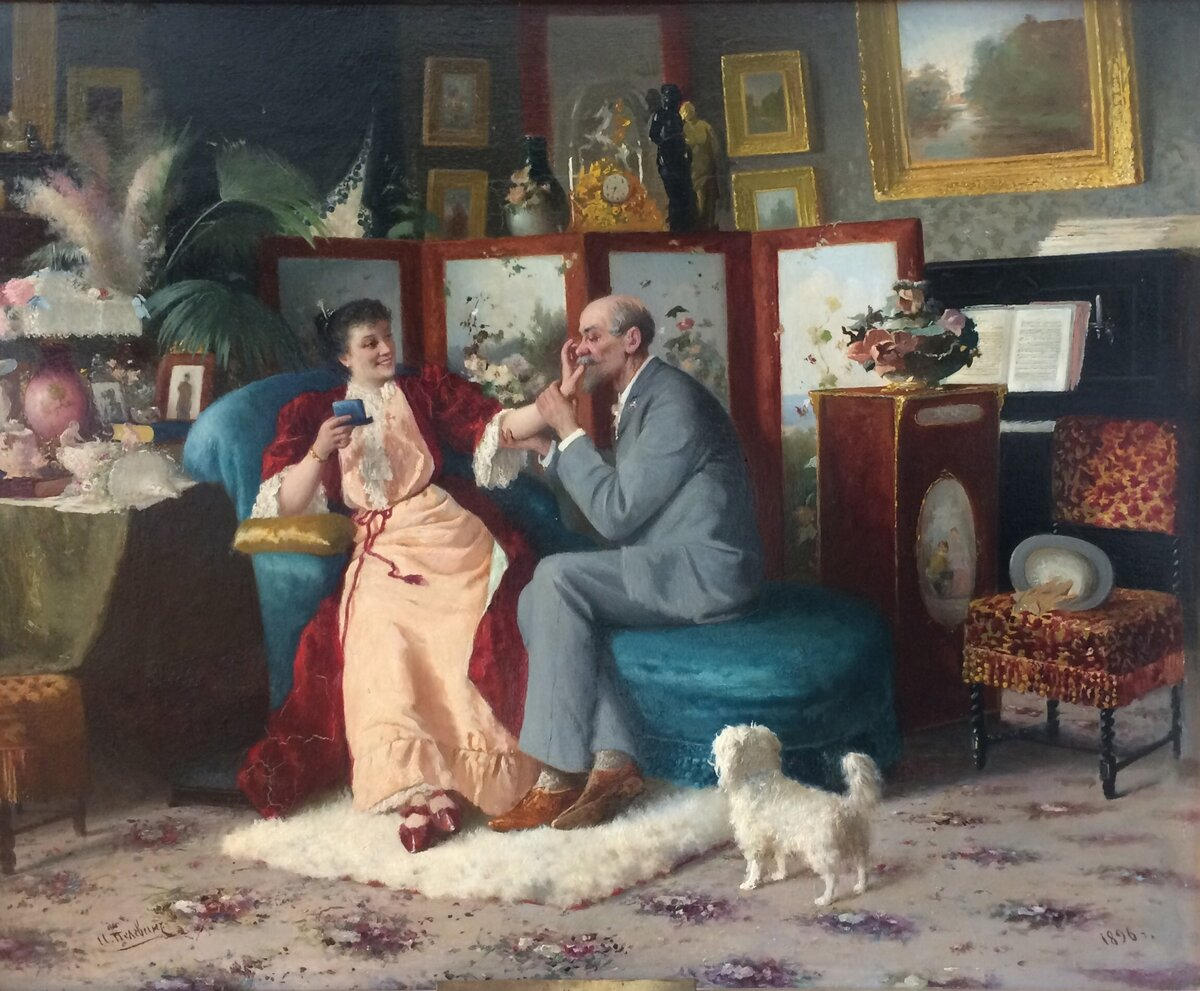
Старый поклонник. 1896
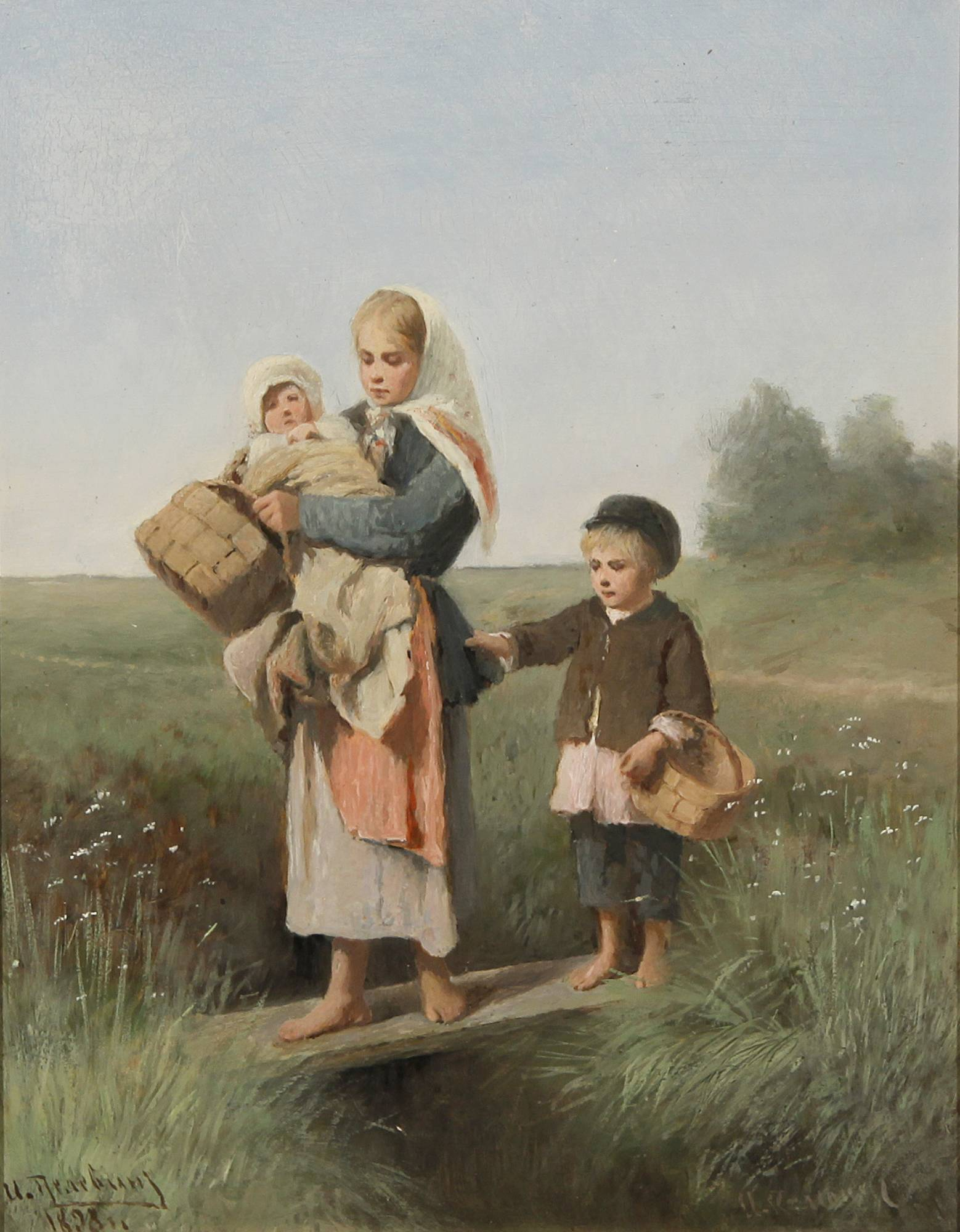
Крестьянские дети, переходящие ручей. 1898
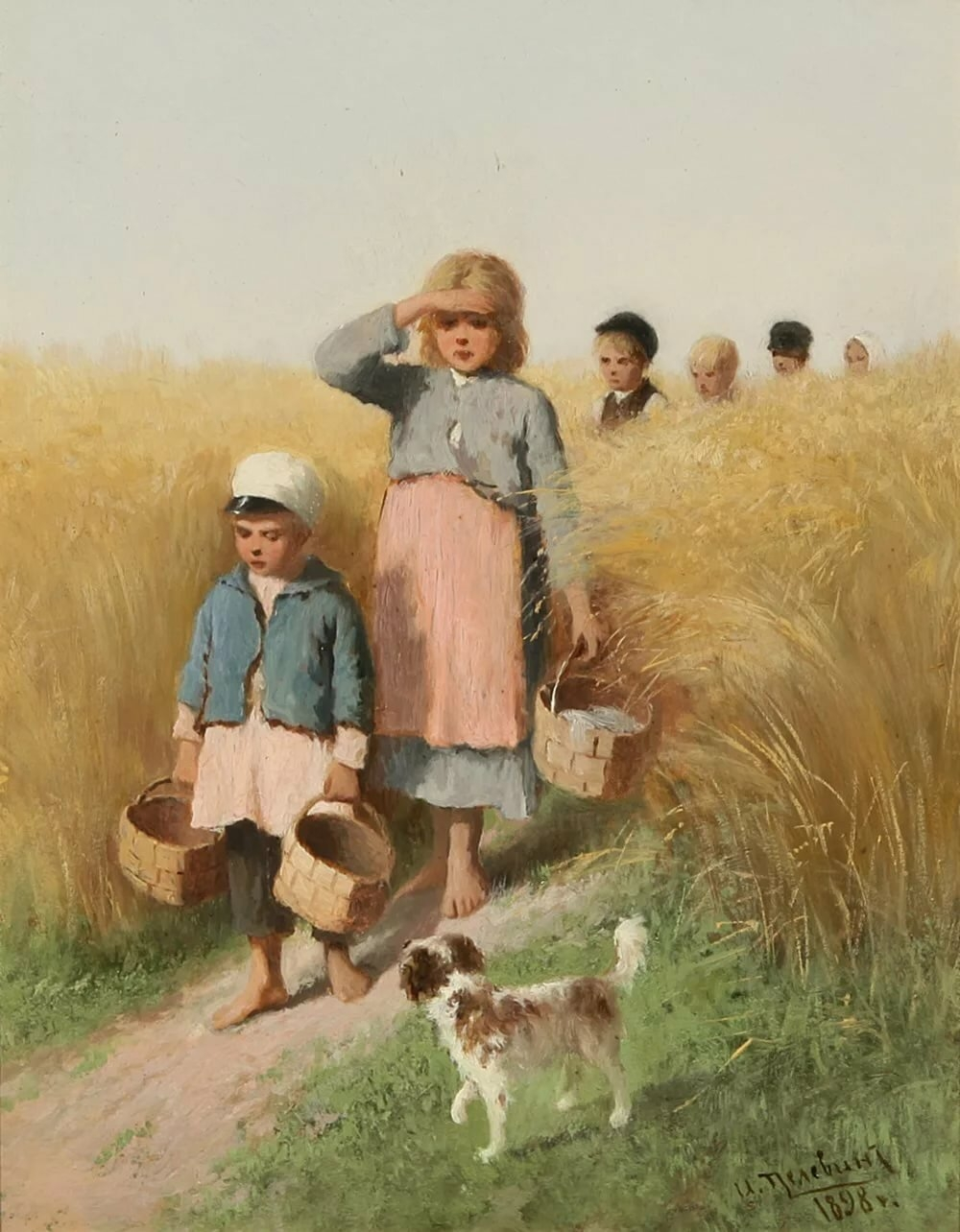
Крестьянские дети, уходящие с поля. 1898

## Оценки современников
Историк искусства и художественный критик Ф. И. Булгаков писал:
«старается и успевает уловить светлые стороны в крестьянском быту. Это — семья с её скромными радостями, круг детей, по-братски живущих с животными, искреннее упоение простолюдинки чувствами материнской любви... В изображении такой крестьянской идиллии... Пелевин пока не имеет себе соперников. Даже в жилой избе он умеет подсмотреть такую обстановку, которая позволяет художнику проявить и вкус, и такт».
Обозреватель газеты «Художественные новости» В. В. Чуйко писал: 
«Пелевин ищет в сюжете не воспроизведение типов, а передачи известного поэтического чувства. Жанр, понимаемый таким образом, интереснее и значительнее простой, голой, протокольной... действительности».